# Filfila
Filfila (în arabă فلفلة) este o comună din provincia Skikda, Algeria.
Populația comunei este de 28.996 de locuitori (2008).